# Coppa delle nazioni africane 2006
La Coppa delle nazioni africane 2006 è stata la venticinquesima edizione della Coppa delle nazioni africane, il campionato continentale per nazionali di calcio affiliate alla CAF. Paese ospitante e vincitore della coppa è stato l'Egitto.
Gli incontri della sezione africana dei gruppi di qualificazione per i Mondiali di calcio 2006 sono stati validi anche per le qualificazioni alla Coppa delle nazioni africane. Anche se solo la prima classificata di ogni gruppo ha ottenuto un posto per i Mondiali, le prime tre in ciascuno dei cinque gironi si sono qualificate per la Coppa d'Africa. La squadra dell'Egitto si è qualificata automaticamente in quanto paese ospitante, e avendo terminato il suo girone nei primi tre posti ha fatto spazio alla Libia, quarta classificata, come sedicesima squadra.
I gironi di qualificazione ai Mondiali di Germania 2006 hanno avuto vincitrici a sorpresa quali Angola, Costa d'Avorio, Ghana e Togo, che in questo torneo hanno avuto la possibilità di affrontare squadre tradizionalmente più forti come Camerun, Egitto, Marocco, Nigeria, Senegal e Sudafrica, oltre alla Tunisia, campione d'Africa in carica e unica delle "grandi" ad approdare senza difficoltà a Germania 2006.
Delle quattro squadre qualificate a sorpresa per i Mondiali solo la Costa d'Avorio ha tenuto fede alle attese, riuscendo ad oltrepassare i gironi eliminatori e ad accedere alla finale, poi persa contro i padroni di casa dell'Egitto. Al terzo posto si è classificata la Nigeria, al quarto posto il Senegal.

## Stadi
| Il Cairo                                                                                   | Il Cairo                                 | Ismailia             |
| ------------------------------------------------------------------------------------------ | ---------------------------------------- | -------------------- |
| Stadio internazionale del Cairo                                                            | Stadio dell'Accademia militare del Cairo | Stadio Ismailia      |
| Capienza: 74,100                                                                           | Capienza: 25,500                         | Capienza: 16,606     |
|                                                                                            |                                          |                      |
| Il Cairo Alessandria d'Egitto Ismailia Port SaidCoppa delle nazioni africane 2006 (Egitto) |                                          |                      |
| Alessandria d'Egitto                                                                       | Alessandria d'Egitto                     | Port Said            |
| Stadio di Alessandria                                                                      | Stadio Haras El Hodoud                   | Stadio di Porto Said |
| Capienza: 19,676                                                                           | Capienza: 21,650                         | Capienza: 24,060     |
|                                                                                            |                                          |                      |

## Squadre qualificate alla fase finale

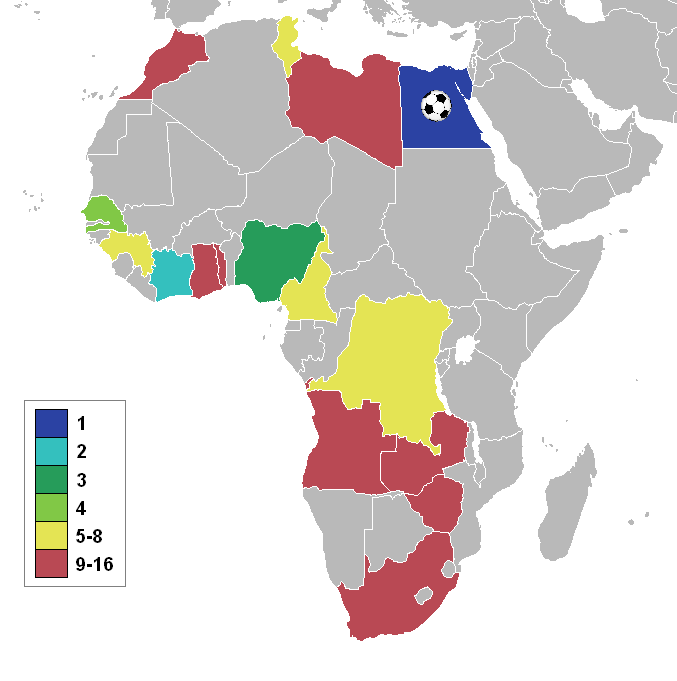
Le nazioni che partecipano alla competizione, colorate a seconda della posizione raggiunta nel torneo.

Prime classificate (qualificate anche alla fase finale del mondiale 2006)
- Angola
- Costa d'Avorio
- Ghana
- Togo
- Tunisia

Non qualificate al mondiale 2006 ma arrivate seconde e terze (più migliore quarta) ai gironi di qualificazione)
- Camerun
- Egitto
- Guinea
- Libia (migliore quarta)
- Marocco
- Nigeria
- RD del Congo
- Senegal
- Sudafrica
- Zambia
- Zimbabwe

## Risultati

### Fase a gruppi

#### Gruppo A

##### Classifica
| Pos. | Squadra        | Pt | G | V | N | P | GF | GS | DR |
| ---- | -------------- | -- | - | - | - | - | -- | -- | -- |
| 1.   | Egitto         | 7  | 3 | 2 | 1 | 0 | 6  | 1  | +5 |
| 2.   | Costa d'Avorio | 6  | 3 | 2 | 0 | 1 | 4  | 4  | 0  |
| 3.   | Marocco        | 2  | 3 | 0 | 2 | 1 | 0  | 1  | -1 |
| 4.   | Libia          | 1  | 3 | 0 | 1 | 2 | 1  | 5  | -4 |

##### Risultati
| Arbitro: | Paré |

|                                       |           |  |
| Mido 18’ Aboutreika 22’ A. Hassan 78’ | Marcatori |  |

| Arbitro: | Damon |

|  |           |            |
|  | Marcatori | 39’ Drogba |

| Arbitro: | Maidin |

|           |           |                         |
| Kames 42’ | Marcatori | 10’ Drogba 74’ Y. Touré |

| Il Cairo 24 gennaio 2006, ore 18:00 UTC+2 | Egitto | 0 – 0 | Marocco | Stadio Internazionale del Cairo\| Arbitro: \| Codjia \| |
| Arbitro:                                  | Codjia |       |         |                                                         |

| Arbitro: | Maillet |

|                               |           |             |
| Motaeb 8’, 69’ Aboutreika 61’ | Marcatori | 43’ A. Koné |

| Il Cairo 28 gennaio 2006, ore 17:00 UTC+2 | Libia | 0 – 0 | Marocco | Stadio dell'Accademia Militare del Cairo\| Arbitro: \| Daami \| |
| Arbitro:                                  | Daami |       |         |                                                                 |

#### Gruppo B

##### Classifica
| Pos. | Squadra      | Pt | G | V | N | P | GF | GS | DR |
| ---- | ------------ | -- | - | - | - | - | -- | -- | -- |
| 1.   | Camerun      | 9  | 3 | 3 | 0 | 0 | 7  | 1  | +6 |
| 2.   | RD del Congo | 4  | 3 | 1 | 1 | 1 | 2  | 2  | 0  |
| 3.   | Angola       | 4  | 3 | 1 | 1 | 1 | 4  | 5  | -1 |
| 4.   | Togo         | 0  | 3 | 0 | 0 | 3 | 2  | 7  | -5 |

##### Risultati
| Arbitro: | Guezzaz |

|                     |           |                   |
| Eto'o 20’, 39’, 78’ | Marcatori | 31’ (rig.) Flávio |

| Arbitro: | Daami |

|  |           |                      |
|  | Marcatori | 45’ Mputu 64’ LuaLua |

| Il Cairo 25 gennaio 2006, ore 15:15 UTC+2 | Angola | 0 – 0 | RD del Congo | Stadio dell'Accademia Militare del Cairo\| Arbitro: \| Diatta \| |
| Arbitro:                                  | Diatta |       |              |                                                                  |

| Arbitro: | Sowe |

|                         |           |  |
| Eto'o 68’ Meyong Ze 85’ | Marcatori |  |

| Arbitro: | al-Arjoune |

|                            |           |                          |
| Flávio 9’, 38’ Maurito 86’ | Marcatori | 24’ Kader 67’ M.C. Touré |

| Arbitro: | Coulibaly |

|                      |           |  |
| Geremi 31’ Eto'o 33’ | Marcatori |  |

#### Gruppo C

##### Classifica
| Pos. | Squadra   | Pt | G | V | N | P | GF | GS | DR |
| ---- | --------- | -- | - | - | - | - | -- | -- | -- |
| 1.   | Guinea    | 9  | 3 | 3 | 0 | 0 | 7  | 1  | +6 |
| 2.   | Tunisia   | 6  | 3 | 2 | 0 | 1 | 6  | 4  | +2 |
| 3.   | Zambia    | 3  | 3 | 1 | 0 | 2 | 3  | 6  | -3 |
| 4.   | Sudafrica | 0  | 3 | 0 | 0 | 3 | 0  | 5  | -5 |

##### Risultati
| Arbitro: | Maillet |

|                                     |           |             |
| Santos 35’, 82’, 90+3’ Bouazizi 53’ | Marcatori | 9’ Chamanga |

| Arbitro: | Benouza |

|  |           |                                 |
|  | Marcatori | 78’ S. Bangoura 88’ O. Bangoura |

| Arbitro: | Imiere |

|          |           |                             |
| Tana 33’ | Marcatori | 73’ (rig.), 90+1’ Feindouno |

| Arbitro: | Evehe |

|                           |           |  |
| Santos 32’ Ben Achour 58’ | Marcatori |  |

| Arbitro: | Maidin |

|  |           |                                             |
|  | Marcatori | 16’ O. Bangoura 70’ Feindouno 90+1’ Diawara |

| Arbitro: | Abd el-Fatah |

|                |           |  |
| C. Katongo 75’ | Marcatori |  |

#### Gruppo D

##### Classifica
| Pos. | Squadra  | Pt | G | V | N | P | GF | GS | DR |
| ---- | -------- | -- | - | - | - | - | -- | -- | -- |
| 1.   | Nigeria  | 9  | 3 | 3 | 0 | 0 | 5  | 1  | +4 |
| 2.   | Senegal  | 3  | 3 | 1 | 0 | 2 | 3  | 3  | 0  |
| 3.   | Ghana    | 3  | 3 | 1 | 0 | 2 | 2  | 3  | -1 |
| 4.   | Zimbabwe | 3  | 3 | 1 | 0 | 2 | 2  | 5  | -3 |

##### Risultati
| Arbitro: | Abd el-Fatah |

|           |           |  |
| Taiwo 85’ | Marcatori |  |

| Arbitro: | Rahman |

|  |           |                      |
|  | Marcatori | 59’ H. Camara 80’ Ba |

| Arbitro: | al-Arjoune |

|           |           |  |
| Amoah 13’ | Marcatori |  |

| Arbitro: | Coulibaly |

|                         |           |  |
| Obodo 57’ Obi Mikel 60’ | Marcatori |  |

| Arbitro: | Damon |

|                  |           |               |
| Martins 79’, 88’ | Marcatori | 58’ S. Camara |

| Arbitro: | Louzaya |

|             |           |                         |
| Adamu 90+2’ | Marcatori | 60’ Ahmed 68’ Mwaruwari |

### Fase ad eliminazione diretta

#### Tabellone
|  | Quarti di finale                          | Quarti di finale                          |                                |         | Semifinali                | Semifinali                |  |  | Finale                        | Finale |
|  |                                           |                                           |                                |         |                           |                           |  |  |                               |        |
|  | 3 febbraio (17:00) - Il Cairo             |                                           |                                |         |                           |                           |  |  |                               |        |
|  |                                           |                                           |                                |         |                           |                           |  |  |                               |        |
|  | Egitto                                    | 4                                         |                                |         |                           |                           |  |  |                               |        |
|  | Egitto                                    | 4                                         | 7 febbraio (17:00) - Il Cairo  |         |                           |                           |  |  |                               |        |
|  | RD del Congo                              | 1                                         |                                |         |                           |                           |  |  |                               |        |
|  | RD del Congo                              | 1                                         | Egitto                         | 2       |                           |                           |  |  |                               |        |
|  | 3 febbraio (13:00) - Alessandria d'Egitto |                                           | Egitto                         | 2       |                           |                           |  |  |                               |        |
|  |                                           | Senegal                                   | 1                              |         |                           |                           |  |  |                               |        |
|  | Guinea                                    | Senegal                                   | 1                              | 2       |                           |                           |  |  |                               |        |
|  | Guinea                                    |                                           | 10 febbraio (16:00) - Il Cairo | 2       |                           |                           |  |  |                               |        |
|  | Senegal                                   | 3                                         |                                |         |                           |                           |  |  |                               |        |
|  | Senegal                                   | 3                                         | Egitto (dtr)                   | 0 (4)   |                           |                           |  |  |                               |        |
|  | 4 febbraio (17:00) - Il Cairo             |                                           | Egitto (dtr)                   | 0 (4)   |                           |                           |  |  |                               |        |
|  |                                           | Costa d'Avorio                            | 0 (2)                          |         |                           |                           |  |  |                               |        |
|  | Camerun                                   | Costa d'Avorio                            | 0 (2)                          | 1 (11)  |                           |                           |  |  |                               |        |
|  | Camerun                                   | 7 febbraio (13:00) - Alessandria d'Egitto |                                | 1 (11)  |                           |                           |  |  |                               |        |
|  | Costa d'Avorio (dtr)                      | 1 (12)                                    |                                |         |                           |                           |  |  |                               |        |
|  | Costa d'Avorio (dtr)                      | 1 (12)                                    | Costa d'Avorio                 | 1       | Finale per il terzo posto | Finale per il terzo posto |  |  |                               |        |
|  | 4 febbraio (13:00) - Porto Said           |                                           | Costa d'Avorio                 | 1       | Finale per il terzo posto | Finale per il terzo posto |  |  |                               |        |
|  |                                           | Nigeria                                   | 0                              |         |                           |                           |  |  |                               |        |
|  | Nigeria (dtr)                             | Nigeria                                   | 0                              | 1 (6)   | Senegal                   | 0                         |  |  |                               |        |
|  | Nigeria (dtr)                             |                                           |                                | 1 (6)   | Senegal                   | 0                         |  |  |                               |        |
|  | Tunisia                                   | 1 (5)                                     |                                | Nigeria | 1                         |                           |  |  |                               |        |
|  | Tunisia                                   | 1 (5)                                     |                                |         | 1                         |                           |  |  |                               |        |
|  |                                           |                                           |                                |         |                           |                           |  |  | 9 febbraio (16:00) - Il Cairo |        |
|  |                                           |                                           |                                |         |                           |                           |  |  |                               |        |

#### Quarti di finale
| Arbitro: | Codjia |

|                             |           |                                    |
| Diawara 24’ Feindouno 90+5’ | Marcatori | 61’ Diop 83’ Niang 90+3’ H. Camara |

| Arbitro: | Sowe |

|                                                    |           |                       |
| A. Hassan 33’ (rig.), 89’ H. Hassan 39’ Motaeb 57’ | Marcatori | 45+2’ (aut.) El-Saqua |

| Arbitro: | Maillet |

|                                                        |                      |                                                                               |
| Obinna 6’                                              | Marcatori            | 49’ (rig.) Haggui                                                             |
| Yobo Taiwo Ayila Obinna Martins Obi Mikel Enyeama Kanu | Tiri di rigore 6 – 5 | Namouchi Guemamdia Chedli Ben Achour Clayton Boumnijel Haj Massaoeud Bouazizi |

| Arbitro: | Guezzaz |

|                                                                                  |                        |                                                                                 |
| Meyong Ze 95’                                                                    | Marcatori              | 92’ B. Koné                                                                     |
| Eto'o Geremi Atouba Kome Meyong Ze Makoun Song Saidou Douala Bikey Hamidou Eto'o | Tiri di rigore 11 – 12 | Drogba K. Touré B. Koné Faé A. Koné Kouassi N'Dri Boka Zokora Zoro Tizié Drogba |

#### Semifinali
| Arbitro: | Evehe |

|                               |           |           |
| A. Hassan 37’ (rig.) Zaki 81’ | Marcatori | 52’ Niang |

| Arbitro: | Damon |

|  |           |            |
|  | Marcatori | 47’ Drogba |

#### Finale per il 3º posto
| Arbitro: | Coulibaly |

|  |           |           |
|  | Marcatori | 79’ Lawal |

#### Finale per il 1º posto
| Arbitro: | Daami |

|                                          |                      |                               |
| A. Hassan Abdelwahab Ali Zaki Aboutreika | Tiri di rigore 4 – 2 | Drogba K. Touré B. Koné Eboué |

## Statistiche

### Classifica marcatori
5 reti
- Samuel Eto'o

4 reti
- Ahmed Hassan
- Pascal Feindouno
- Francileudo dos Santos

3 reti
- Emad Moteab
- Flávio
- Didier Drogba

2 reti
- Mohamed Aboutreika
- Albert Meyong Ze
- Ousmane Bangoura
- Kaba Diawara

- Obafemi Martins
- Henri Camara
- Mamadou Niang

1 rete
- Norberto Maurito
- Geremi
- Lomana LuaLua
- Tresor Mputu
- Hossam Hassan
- Mido
- Amr Zaki
- Baba Adamu
- Matthew Amoah
- Sambégou Bangoura
- Arouna Koné

- Bakari Koné
- Yaya Touré
- Abdusalam Khames
- Garba Lawal
- Mikel John Obi
- Victor Nsofor Obinna
- Christian Obodo
- Taye Ismaila Taiwo
- Issa Ba
- Souleymane Camara

- Papa Bouba Diop
- Mohamed Kader
- Mamam Cherif Touré
- Selim Ben Achour
- Riadh Bouazizi
- Karim Haggui
- James Chamanga
- Christopher Katongo
- Elijah Tana
- Benjani Mwaruwari

Autoreti
- Abdel-Zaher El-Saqua (1, pro  RD del Congo)
- Issah Ahmed (1, pro  Zimbabwe)